# Douillard
Douillard war ein französisches Volumenmaß für Getreide in Bordeaux. Für englische und schottische Steinkohlen benutzte man das Maß in Bordeaux und der Region Guyenne.
- Kohlen 9 Douillard = 1 Tonne = 36 Barriques[1]
- Getreide 
  - Bordeaux 1 Douillard = 1 Metzen (Wiener) = 9 ½ Maßl[2]
  - Bordeaux 1 Douillard = 3379 Pariser Kubikzoll[3]